# Liste der Außenminister Nigers
Die Liste der Außenminister Nigers ist nach Tabellenspalten sortierbar. Sie umfasst alle Außenminister Nigers seit der Einführung des Amts am 25. Juni 1963 sowie alle jeweiligen beigeordneten Minister und Staatssekretäre.

## Liste
| Name                                  | Ge- schlecht | Funktion | von        | bis        | Beigeordnete Minister und Staatssekretäre |
| ------------------------------------- | ------------ | --- | ---------- | ---------- | --- |
|                                       |              | (nicht vergeben) | 11.08.1962 | 25.06.1963 | Beigeordneter Minister bei der Präsidentschaftskanzlei, zuständig für internationale Kooperation: Issoufou Saïdou Djermakoye |
| Adamou Mayaki                         | ♂            | Minister für auswärtige Angelegenheiten | 25.06.1963 | 23.11.1965 | |
|                                       |              | (nicht vergeben) | 23.11.1965 | 15.01.1970 | Staatssekretär für auswärtige Angelegenheiten: Abdou Sidikou (ab 14. April 1967) |
| Barcourgné Courmo                     | ♂            | Minister für auswärtige Angelegenheiten | 15.01.1970 | 22.11.1970 | |
| Mamoudou Maïdah                       | ♂            | Minister für auswärtige Angelegenheiten | 22.11.1970 | 17.08.1972 | |
| Boukary Sabo                          | ♂            | Minister für auswärtige Angelegenheiten | 17.08.1972 | 15.04.1974 | |
| Adamou Moumouni Djermakoye            | ♂            | Minister für auswärtige Angelegenheiten und Kooperation | 22.04.1974 | 10.09.1979 | Staatssekretär für auswärtige Angelegenheiten und Kooperation: Abderrahmane Alfidja (vom 30. November 1974 bis 3. Juni 1975), Arouna Mounkaïla (vom 3. Juni 1975 bis 21. Februar 1976) |
| Daouda Diallo                         | ♂            | Minister für auswärtige Angelegenheiten und Kooperation | 10.09.1979 | 14.11.1983 | Staatssekretär für auswärtige Angelegenheiten und Kooperation: Hamid Algabid (bis 9. Februar 1981) |
| Idé Oumarou                           | ♂            | Minister für auswärtige Angelegenheiten und Kooperation | 14.11.1983 | 23.09.1985 | |
| Sani Bako (erste Amtszeit)            | ♂            | Minister für auswärtige Angelegenheiten und Kooperation | 23.09.1985 | 15.07.1988 | |
| Habibou Allélé                        | ♂            | Minister für auswärtige Angelegenheiten und Kooperation | 15.07.1988 | 19.05.1989 | Staatssekretär beim Minister für auswärtige Angelegenheiten und Kooperation: Sandi Yacouba |
| Sani Bako (zweite Amtszeit)           | ♂            | Minister für auswärtige Angelegenheiten und Kooperation | 19.05.1989 | 07.11.1991 | Staatssekretär beim Minister für auswärtige Angelegenheiten und Kooperation, zuständig für Kooperation: Sandi Yacouba (bis 20. Dezember 1989), Issaka Diamballa (ab 20. Dezember 1989) |
| Hassane Hamidou                       | ♂            | Minister für auswärtige Angelegenheiten und Kooperation | 07.11.1991 | 23.04.1993 | Staatssekretär beim Minister für auswärtige Angelegenheiten und Kooperation, zuständig für Kooperation: Mohamed Bazoum (bis 31. Januar 1993) |
| Abdourahamane Hama                    | ♂            | Minister für auswärtige Angelegenheiten und Kooperation | 23.04.1993 | 25.02.1995 | Staatssekretär beim Minister für auswärtige Angelegenheiten und Kooperation, zuständig für Kooperation: Abdoulkarimou Seini (bis 5. Oktober 1994) |
| Mohamed Bazoum (erste Amtszeit)       | ♂            | Minister für auswärtige Angelegenheiten und Kooperation; ab 1. Februar 1996: Minister für auswärtige Beziehungen                                                                                               | 25.02.1995 | 05.05.1996 | |
| André Salifou                         | ♂            | Staatsminister, zuständig für Kooperation und auswärtige Beziehungen; ab 8. Mai 1996: Staatsminister, zuständig für auswärtige Beziehungen                                                                     | 05.05.1996 | 13.06.1997 | Beigeordneter Minister beim Minister für auswärtige Beziehungen, zuständig für Kooperation: Ibrahim Hassane Mayaki (ab 23. August 1996) |
| Ibrahim Hassane Mayaki                | ♂            | Minister für auswärtige Angelegenheiten und Auslandsnigrer | 13.06.1997 | 01.12.1997 | |
| Maman Sambo Sidikou                   | ♂            | Minister für auswärtige Angelegenheiten und afrikanische Integration | 01.12.1997 | 16.04.1999 | |
| Aïchatou Mindaoudou (erste Amtszeit)  | ♀            | Ministerin für auswärtige Angelegenheiten und afrikanische Integration | 16.04.1999 | 05.01.2000 | |
| Nassirou Sabo                         | ♂            | Minister für auswärtige Angelegenheiten, Kooperation und afrikanische Integration | 05.01.2000 | 17.09.2001 | |
| Aïchatou Mindaoudou (zweite Amtszeit) | ♀            | Ministerin für auswärtige Angelegenheiten, Kooperation und afrikanische Integration; vom 9. November 2002 bis 30. Dezember 2004 und ab 9. Juni 2007: Ministerin für auswärtige Angelegenheiten und Kooperation | 17.09.2001 | 01.03.2010 | Staatssekretär bei der Ministerin für auswärtige Angelegenheiten und Kooperation, zuständig für Kooperation: Sani Koini (vom 9. November 2002 bis 30. Dezember 2004) |
| Aminatou Maïga Touré                  | ♀            | Ministerin für auswärtige Angelegenheiten, Kooperation, afrikanische Integration und Auslandsnigrer | 01.03.2010 | 21.04.2011 | |
| Mohamed Bazoum (zweite Amtszeit)      | ♂            | Staatsminister, Minister für auswärtige Angelegenheiten, Kooperation, afrikanische Integration und Auslandsnigrer                                                                                              | 21.04.2011 | 25.02.2015 | Beigeordnete(r) Minister(in) (beim Staatsminister, Minister für auswärtige Angelegenheiten, Kooperation, afrikanische Integration und Auslandsnigrer, zuständig) für afrikanische Integration: Noma Oumarou (vom 13. August 2013 bis 26. August 2013), Sani Mariama Moussa (ab 26. August 2013)         |
| Aïchatou Boulama Kané                 | ♀            | Ministerin für auswärtige Angelegenheiten, Kooperation, afrikanische Integration und Auslandsnigrer | 25.02.2015 | 11.04.2016 | Beigeordnete Ministerin bei der Ministerin für auswärtige Angelegenheiten, Kooperation, afrikanische Integration und Auslandsnigrer, zuständig für afrikanische Integration: Sani Mariama Moussa (bis 20. April 2015), Rakiatou Kaffa-Jackou (ab 20. April 2015)                                        |
| Ibrahim Yacouba                       | ♂            | Minister für auswärtige Angelegenheiten, Kooperation, afrikanische Integration und Auslandsnigrer | 11.04.2016 | 11.04.2018 | Beigeordnete Ministerin beim Minister für auswärtige Angelegenheiten, Kooperation, afrikanische Integration und Auslandsnigrer, zuständig für afrikanische Integration und Auslandsnigrer: Elback Zeinabou Tari Bako (bis 19. Oktober 2016), Lamido Ousseïni Salamatou Balla Goga (ab 19. Oktober 2016) |
| Kalla Ankourao                        | ♂            | Minister für auswärtige Angelegenheiten, Kooperation, afrikanische Integration und Auslandsnigrer | 11.04.2018 | 04.12.2020 | Beigeordnete Ministerin beim Minister für auswärtige Angelegenheiten, Kooperation, afrikanische Integration und Auslandsnigrer, zuständig für afrikanische Integration und Auslandsnigrer: Lamido Ousseïni Salamatou Balla Goga                                                                         |
| Marou Amadou                          | ♂            | Minister für auswärtige Angelegenheiten, Kooperation, afrikanische Integration und Auslandsnigrer (interimsmäßig)                                                                                              | 04.12.2020 | 07.04.2021 | Beigeordnete Ministerin beim Minister für auswärtige Angelegenheiten, Kooperation, afrikanische Integration und Auslandsnigrer, zuständig für afrikanische Integration und Auslandsnigrer: Ataka Zaharatou Aboubacar                                                                                    |
| Hassoumi Massoudou                    | ♂            | Staatsminister, Minister für auswärtige Angelegenheiten und Kooperation | 07.04.2021 | 26.07.2023 | Beigeordneter Minister beim Staatsminister für auswärtige Angelegenheiten und Kooperation, zuständig für afrikanische Integration: Youssouf Mohamed Almouctar |
| Yaou Sangaré Bakary                   | ♂            | Minister für auswärtige Angelegenheiten, Kooperation und Auslandsnigrer | 09.08.2023 |            | |